# ای. اوتا فولر
ای. اوتا فولر (انگلیسی: A. Oveta Fuller؛ ۳۱ اوت ۱۹۵۵ – ) دانشمند اهل ایالات متحده آمریکا بود.
وی همچنین برندهٔ جوایزی همچون برنامه فولبرایت شده‌است.